# Miguel Peñaloza
Pour les articles homonymes, voir Peñaloza et Barrientos.
Miguel Esteban Peñaloza Barrientos, né en 1959 à Cúcuta, est un ingénieur électricien et un homme politique colombien. Il occupe le poste brièvement le poste de ministre des Transports en 2012 sous la présidence de Juan Manuel Santos.